# チェン・タンジー
チェン・タンジー（英語: Chen Tan Jie、中国語: 陳堂傑、1998年1月5日 - ）は、マレーシアの男子バドミントン選手。

## 経歴

### ジュニア時代
2016年の世界ジュニア選手権では、男子ダブルスにマン・ウェイチョンとペアを組み、混合ダブルスにトー・イーウェイとペアを組んで出場した。混合ダブルスでは準決勝に進出するも、中国の何濟霆 / 杜玥に敗れ銅メダルとなった。
また、アジアジュニア選手権ではタン・パーリーとペアを組み出場するが、韓国の金元昊 / 李幽琳に敗れる。

### 2023年-
2023年からは、再びトー・イーウェイとペアを組み混合ダブルスで国際大会に出場する。
1月のマレーシア・オープンでは準々決勝まで進出した。
4月のオルレアン・マスターズでは、準々決勝で後のアジア選手権王者となる、中国の蒋振邦 / 魏雅欣を破り、決勝で台湾の葉宏蔚 / 李佳馨を破って優勝した。BWFワールドツアー初タイトル獲得となった。
6月の台湾オープンでは、準決勝で再び葉宏蔚 / 李佳馨を破り、そのまま優勝した。
2025年3月に、突如トー・イーウェイとのペア解消を発表。